# Райдер, Майкл
Майкл Глен Уэйн Райдер (англ. Michael Glen Wayne Ryder; 31 марта 1980, Бонависта, Ньюфаундленд) — профессиональный канадский хоккеист. Амплуа — Правый крайний нападающий.

## Монреаль Канадиенс
На драфте НХЛ 1998 года был выбран в 8 раунде под общим 216 номером командой «Монреаль Канадиенс».Дебютировал в НХЛ в сезоне 2003—2004. Набрал 63 очка в регулярном чемпионате (лучший личный показатель за все время выступления в НХЛ). В общей сложности сыграл 4 сезона за Монреаль.

## Бостон Брюинз
1 июля 2008 года как свободный агент подписал контракт на 3 года с «Бостон Брюинз» с годовой зарплатой 4 млн долларов.
В первый сезон за Бостон нападающий сумел проявить себя достаточно неплохо, набрав 53 очка в регулярном чемпионате и 13 очков в плей-офф. В сезоне 2009/10 статистика Райдера заметно снизилась (33 очков в регулярке и 5 очков в плей-офф). Майкла сильно критиковали и многие ожидали, что он покинет команду в скором времени. Но Райдер остался в команде на сезон 2010/11. Сезон оказался очень удачным для Бостона и для самого нападающего. В регулярном чемпионате Райдер набрал 41 очко, в плей-офф 17 очков. Этот сезон стал победным для Брюинз, которые выиграли Кубок Стэнли впервые с сезона 1971/72.

## Даллас Старз
1 июля 2011 года Райдер стал свободным агентом. «Бостон» не стал подписывать с ним новый контракт и Райдер подписал двухлетний контракт на 7 миллионов с «Даллас Старз». Сезон 2011-12 стал самым успешным в карьере форварда: впервые в своей карьере в НХЛ Райдеру удалось перешагнуть рубеж 30 шайб за сезон, набрав в итоге 62 (35+27) очка по системе «гол+пас».
В феврале 2013 года Майкл Райдер в результате осуществленного обмена вновь стал игроком «Канадиенс»; взамен «Даллас» получил Эрика Коула и право выбора в 3 раунде драфта 2013 года. Летом 2013 года подписал контракт с «Нью-Джерси Дэвилз» на два года.

## Награды
- Участник матча молодых звёзд НХЛ (2004)
- Обладатель Кубка Стэнли, 2011 («Бостон Брюинз»)

## Статистика
```
                                            
                                                                 --- Regular Season ---  ---- Playoffs ----
Season   Team                        Lge    GP    G    A  Pts  PIM  GP   G   A Pts PIM
--------------------------------------------------------------------------------------
1997-98  Hull Olympiques             QMJHL  69   34   28   62   41  10   4   2   6   4
1998-99  Hull Olympiques             QMJHL  69   44   43   87   65  23  20  16  36  39
1999-00  Hull Olympiques             QMJHL  63   50   58  108   50  15  11  17  28  28
2000-01  Tallahassee Tiger Sharks    ECHL    5    4    5    9    6  --  --  --  --  --
2000-01  Quebec Citadelles           AHL    61    6    9   15   14  --  --  --  --  --
2001-02  Quebec Citadelles           AHL    50   11   17   28    9   3   0   1   1   2
2001-02  Mississippi Sea Wolves      ECHL   20   14   13   27    2  --  --  --  --  --
2002-03  Hamilton Bulldogs           AHL    69   34   33   67   43  23  11   6  17   8
2003-04  Montreal Canadiens          NHL    81   25   38   63   26  11   1   2   3   4
2004-05  Leksands IF                 Swe-1  32   27   21   48   32
2005-06  Montreal Canadiens          NHL    81   30   25   55   40   6   2   3   5   0
2006-07  Montreal Canadiens          NHL    82   30   28   58   60  --  --  --  --  --
2007-08  Montreal Canadiens          NHL    70   14   17   31   30   4   0   0   0   2
2008-09  Boston Bruins               NHL    74   27   26   53   26  11   5   8  13   8
2009-10  Boston Bruins               NHL    82   18   15   33   35  13   4   1   5   2
2010-11  Boston Bruins               NHL    79   18   23   41   26  25   8   9  17   8
2011-12  Dallas Stars                NHL    82   35   27   62   46  --  --  --  --  --
2012-13  Dallas Stars                NHL    19    6    8   14    8  --  --  --  --  --
2012-13  Montreal Canadiens          NHL    27   10   11   21    8   5   1   1   2   2
2013-14  New Jersey Devils           NHL    82   18   16   34   18  --  --  --  --  --
2014-15  New Jersey Devils           NHL    42    6   12   18   28
--------------------------------------------------------------------------------------
         NHL Totals                        801  237  246  483  351  75  21  24  45  26

```